# Pluma vulcânica

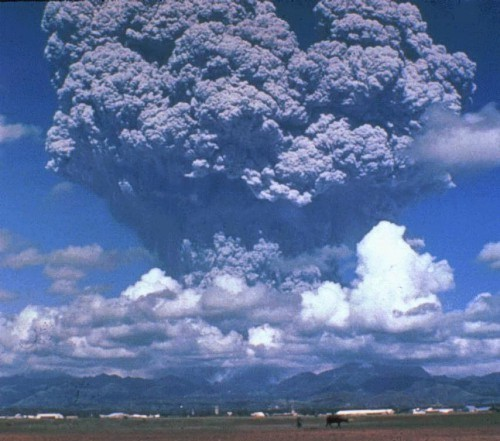
Pluma vulcânica sobre o Monte Pinatubo nas Filipinas.

Uma pluma vulcânica (ou coluna de erupção) consiste de cinza vulcânica emitida durante uma erupção vulcânica explosiva. A cinza forma uma coluna que se eleva por muitos quilómetros mais ou menos verticalmente sobre o vulcão. Nas erupções mais explosivas, a pluma vulcânica pode estender-se até aos 40 km de altitude, penetrando na estratosfera. A injecção estratosférica de aerossóis de origem vulcânica é uma das principais causas de mudanças climáticas de curta duração.
Uma ocorrência comum nas erupções explosivas é a ocorrência de colapso da pluma. Neste caso, a pluma vulcânica é demasiado densa para ser elevada pelo ar por convecção, pelo que cai sobre os flancos do vulcão formando um fluxo piroclástico ou uma onda piroclástica.

## Formação
As plumas vulcânicas formam-se quando ocorre actividade vulcânica explosiva, em que a elevada concentração de materiais voláteis presente no magma ascendente provoca a separação deste em cinza vulcânica fina e piroclastos mais grosseiros. A cinza e os piroclastos são ejectados a velocidades da ordem de várias centenas de metros por segundo, e podem elevar-se rapidamente a alturas de vários quilómetros, sob a acção de grandes correntes de convecção.
As plumas vulcânicas podem ser transientes, se formadas por erupção discreta, ou sustentadas, se produzidas por uma erupção contínua ou por várias erupções discretas pouco espaçadas no tempo.

## Estrutura
O material sólido ou líquido contido numa pluma vulcânica é elevado por processos que variam à medida que a pluma ascende:
- Na base da pluma, o material é forçado para cima e para fora do vulcão pela pressão do gás em expansão, sobretudo vapor de água. O gás expande-se porque a pressão exercida pela rocha sobrejacente diminui rapidamente à medida que aquele se aproxima da superfície. Esta região é chamada "região de impulso de gás" e tipicamente abrange apenas um ou dois quilómetros sobre a boca do vulcão.

- A "região de impulso convectivo" compreende a maior parte da altura da pluma. A região de impulso de gás é muito turbulenta e o ar circundante mistura-se nela, aquecendo. O ar expande, reduzindo a sua densidade e elevando-se. O ar ascendente arrasta consigo o material sólido e líquido produzido pela erupção.

- À medida que a pluma vulcânica ascende através de ar menos denso, atingirá eventualmente uma altitude na qual o ar quente e ascendente tem a mesma densidade que o ar circundante mais frio. Nesta região de impulsão neutra, o material expelido deixa de poder ascender por convecção, passando a ascender apenas devido ao momento vertical ascendente que possua. Esta zona é chamada "zona de guarda-chuva", e é normalmente marcada pela expansão lateral da pluma. O material eruptivo e o ar mais frio circundante possuem a mesma densidade na base da região de guarda-chuva, e o topo desta coincide com a altura máxima a que o momento consegue elevar o material expelido. Uma vez que nesta região as velocidades são muito baixas ou negligenciáveis, ela é muitas vezes distorcida pelos ventos estratosféricos.

## Altura da pluma

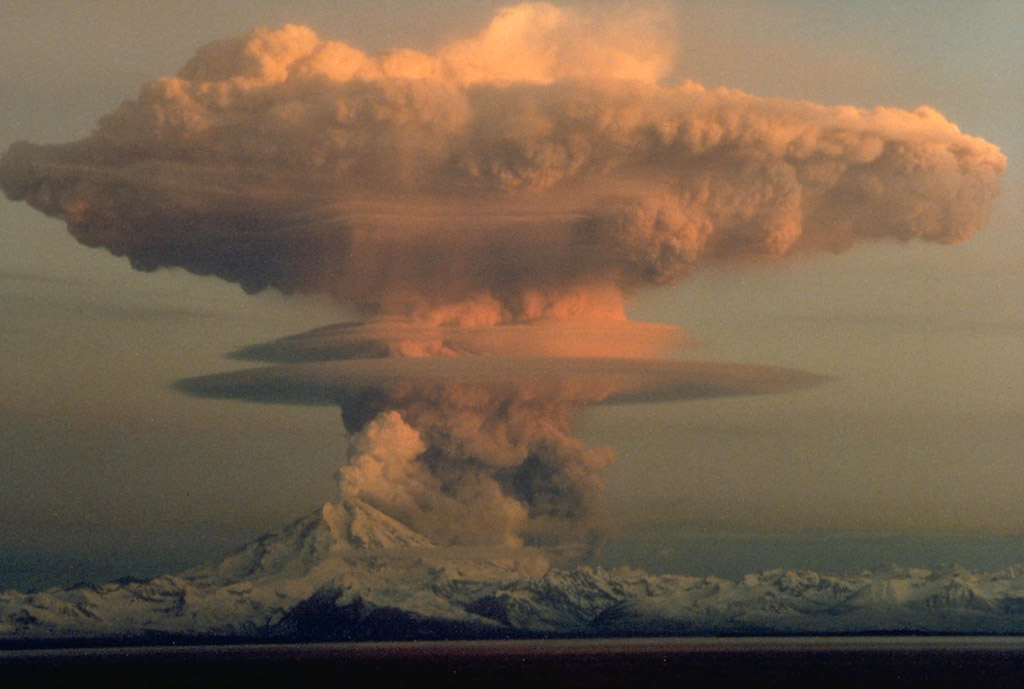
Pluma de erupção sobre o vulcão Redoubt, Alasca.

A pluma deixará de ascender quando atingir uma altitude em que deixa de ser menos densa que o ar circundante. Vários factores controlam a altura que uma pluma vulcânica pode atingir.
Entre os factores intrínsecos incluem-se o diâmetro da boca do vulcão, o conteúdo gasoso do magma, e a velocidade a que o material é expelido. Factores extrínsecos podem também ser importantes, com os ventos por vezes a limitarem a altura da pluma, e com o gradiente térmico local a ter também a sua influência. A temperatura atmosférica na troposfera geralmente diminui à razão de 10 K/km, mas pequenas alterações neste gradiente podem ter um grande efeito na altura final da pluma. Teoricamente, pensa-se que a altura máxima possível para uma pluma vulcânica seja cerca de 55 km. Na prática, observam-se plumas com alturas entre os 2 e os 45 km.
Plumas vulcânicas com mais de 10-15 km de altura rompem através da tropopausa e injectam cinza e aerossóis na estratosfera. A cinza e os aerossóis na troposfera são rapidamente removidos pela chuva e outros tipos de precipitação, mas o material injectado na estratosfera é dispersado muito mais lentamente, na ausência de sistemas meteorológicos. Quantidades substanciais de materiais injectados na estratosfera podem produzir efeitos globais: após a erupção do Monte Pinatubo em 1991, as temperaturas globais baixaram cerca de 0,5 °C. Pensa-se que as erupções maiores podem provocar descidas de até vários graus, constituindo causas potenciais de algumas das extinções em massa conhecidas.
A altura de uma pluma vulcânica fornece uma forma de medição da intensidade da erupção que lhe deu origem uma vez que para dada temperatura atmosférica, a altura da coluna é proporcional à quarta potência do fluxo de massa da erupção. Consequentemente, dadas condições similares, para duplicar a altura da pluma vulcânica é requerida uma erupção expelindo 16 vezes mais material por segundo. As alturas das plumas de erupções que não foram directamente observadas podem ser estimadas cartografando a distância máxima a que os piroclastos de diferentes tamanhos foram depositados relativamente à boca do vulcão - quanto mais alta a pluma mais longe o material ejectado com uma determinada massa (e portanto tamanho) pode ser levado.

## Riscos

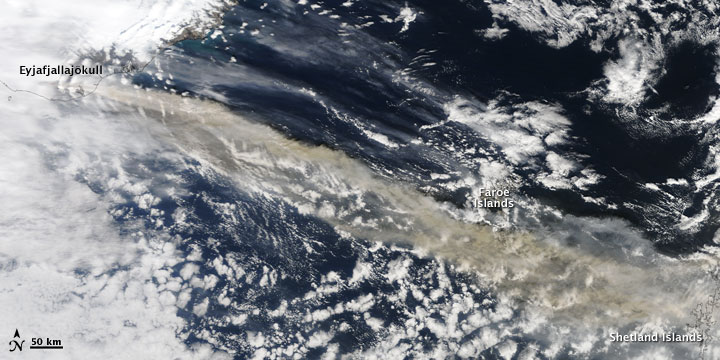
Pluma de cinzas do vulcão Eyjafjallajökull da Islândia fluindo pelo Atlântico Norte em 15 de abril de 2010. A pluma passa pelas Ilhas Faroé e faz um arco levemente em direção ao norte, perto das Ilhas Shetland. Imagem em cores naturais do Moderate Resolution Imaging Spectroradiometer (MODIS) no satélite Terra da NASA.

### Colapso de pluma
As plumas vulcânicas podem ficar tão carregadas de materiais densos que se tornam demasiado pesadas para serem suportadas por correntes de convecção. Isto pode acontecer repentinamente se, por exemplo, o caudal de magma expelido aumentar até ao ponto em que não é arrastado ar suficiente para suportar a pluma, ou ainda se a densidade do magma aumentar subitamente à medida que magma mais denso é expelido a partir de uma câmara magmática estratificada.
Se tal ocorre, o material que atinge a base da região de impulso convectivo não pode mais ser suportado pela convecção e portanto cairá por acção da gravidade, formando um fluxo piroclástico ou uma onda piroclástica, os quais podem deslocar-se ao longo dos flancos do vulcão com velocidades superiores a 100 km/h. O colapso da pluma é um dos riscos mais comuns e perigosos de uma erupção pliniana.

### Aeronaves
Várias erupções colocaram em sério risco aeronaves que atravessaram a pluma vulcânica. Em dois incidentes separados ocorridos em 1982, dois aviões de passageiros voaram através da zona superior de uma pluma vulcânica gerada pela erupção do Monte Galunggung, tendo ambos sofrido danos severos. Os problemas principais ocorreram com a entrada de cinza nos motores provocando a paragem destes, abrasão das janelas da cabine de pilotagem que as tornaram praticamente opacas e a contaminação do combustível devido à entrada de cinzas através dos ductos de pressurização. Os danos nos motores constituem um problema particular uma vez que as temperaturas no interior da turbina são suficientemente altas para produzir a fusão da cinza vulcânica na câmara de combustível, o que leva à formação de um revestimento vítreo nos componentes a jusante daquela, como por exemplo as lâminas da turbina.
Num dos casos, o avião perdeu potência nos quatro motores, e no outro, três dos quatro motores falharam. Em ambos casos os conseguiu-se reiniciar os motores mas os aviões foram forçados a efectuar aterragens de emergência em Jacarta.
Danos semelhantes em aviões ocorreram devido a uma pluma vulcânica sobre o vulcão Redoubt no Alasca em 1989. Após a erupção do Monte Pinatubo em 1991, os aviões foram desviados de forma a evitar a pluma vulcânica, mas ainda assim 16 aviões sofreram danos causados pela cinza que se dispersou por uma área muito extensa, em alguns casos a 1 000 km do vulcão.
As plumas vulcânicas não são, de um modo geral, visíveis em radares meteorológicos e podem ser obscurecidas por nuvens ou pela noite. Devido aos riscos que as plumas vulcânicas implicam para a aviação, existe uma rede de nove centros de aviso de cinza espalhada pelo mundo que monitoriza continuamente as ocorrências de plumas vulcânicas utilizando dados obtidos por satélite, relatos recolhidos em terra, relatórios de pilotos e modelos meteorológicos.